# Chrysopilus ungaranensis
Chrysopilus ungaranensis är en tvåvingeart som beskrevs av Meijere 1911. Chrysopilus ungaranensis ingår i släktet Chrysopilus och familjen snäppflugor. Inga underarter finns listade i Catalogue of Life.